# Lirboyo
Lirboyo is een bestuurslaag in het regentschap Kediri van de provincie Oost-Java, Indonesië. Lirboyo telt 12.535 inwoners (volkstelling 2010).